# Sergej Akinsjin
Sergej Vjatjeslavovitj Akinsjin (ryska: Сергей Вячеславович Акиньшин), född 14 februari 1987, är en rysk professionell fotbollsspelare som senast spelade i den ryska andradivisionen (den tredje nivån av den ryska proffsligan) för FK Metallurg-Oskol Stary Oskol.